# 香川日産自動車
香川日産自動車株式会社（かがわにっさんじどうしゃ）は、香川県高松市に本社を置く日産自動車の販売会社である。

## 事業所

### 香川県
- 本社・特販部・高松店/高松市花園町一丁目1番8号
高松店は建て替えのため2024年7月4日より2026年4月（予定）まで高松市三名町149番地1（2022年に閉店したネッツトヨタ高松フラワー店跡）の仮店舗で営業している。
- 空港通り店/高松市一宮町110番地3
- 春日店/高松市春日町1572番地6
- 東バイパス店/高松市六条町1235番地1
- 屋島中古車ギャラリー/高松市高松町3007番地
- 丸亀店/丸亀市土器町東六丁目288番地
- 坂出店/坂出市江尻町1000番地4
- 善通寺店/善通寺市大麻町1950番地1
- 観音寺店/観音寺市吉岡町道上204番地
- 東かがわ店/東かがわ市町田701番地

### 愛媛県
- 四国中央店/愛媛県四国中央市川之江町244番地　（2024年6月30日閉店）

## 営業区域内の他の日産車販売店
- 香川県
  - 日産プリンス香川販売 - 本社は善通寺市に構えている。
- 愛媛県四国中央市
  - 愛媛日産自動車

## その他
グループ会社にはコンビニエンスストアの開発・店舗運営指導会社として「アイル・パートナーズ」がある。旧社名はサンクスアンドアソシエイツ東四国で、サークルKサンクスのうちサンクスブランド店舗の香川県・徳島県におけるエリアフランチャイズ業務を引き受けていたが、2013年1月11日の契約満了時に更新せず、セブン-イレブンに鞍替えした。
空港通り店の敷地内にはソフトバンクの携帯電話基地局がある。これは前身のデジタルツーカー四国が日産資本だったことの名残である。